# Phanias furcillatus
Phanias furcillatus là một loài nhện trong họ Salticidae.
Loài này thuộc chi Phanias. Phanias furcillatus được Frederick Octavius Pickard-Cambridge miêu tả năm 1901.